# Henri-Claude de Bettignies
Henri-Claude de Bettignies est un professeur français d'administration d'affaires. Il représente l'Union Européenne pour la gouvernance mondiale et les relations d'affaires sino-européennes en siégeant à la China Europe International Business School (CEIBS), et il est directeur du Centre Europe Chine pour le leadership et la responsabilité. Il est professeur titulaire de professeur AVIVA de leadership et de responsabilité à l'INSEAD spécialisé dans les affaires asiatiques, le leadership, l'éthique des affaires et la responsabilité sociale des entreprises. Il est l'un des professeurs les plus anciens du programme MBA INSEAD, où il coordonne plusieurs programmes de formation des cadres. 

## Formation et début de carrière
De Bettignies a fait ses études à la Sorbonne, à l'Université catholique de Paris et à la Harvard Business School. Il a travaillé en Afrique, à l'Université de Californie, à New York (pour IBM) et à Tokyo. En 1967, en tant que professeur adjoint, il a initié le développement du département de comportement organisationnel. En 1970, il participe à la création (1971) du Centre européen d'éducation permanente (CEDEP). Il a été nommé professeur en 1975, et a commencé et développé les activités de l'INSEAD au Japon et dans la région Asie-Pacifique menant à la création du Centre Euro-Asie (1980), dont il était directeur général (1980-1988). Il a ensuite accepté une nomination conjointe à la Graduate School of Business de l'Université de Stanford de 1988 à 2004.

## Activités actuelles
Il développe actuellement l'initiative Éthique à l'INSEAD et dirige le programme AVIRA pour les chefs d'entreprise, qui rassemble des présidents et PDG d'environ 30 pays pour une formation au leadership. Il enseigne les cours de MBA sur l'éthique et le commerce mondial, et la culture et la gestion en Asie à Stanford et à l'INSEAD. 
De Bettignies passe une partie de son temps dans la région Asie-Pacifique, où il dirige et enseigne deux programmes de direction: la gestion des ressources humaines en Asie et la gestion du changement et du changement de gestion en Asie. 
Il est le fondateur et directeur du Centre d'étude du développement et de la responsabilité (CEDRE). Il est consultant auprès de plusieurs grandes organisations en Europe, aux États-Unis et dans la région Asie-Pacifique. 

## Publications
Les livres de De Bettignies incluent :
- (en) The Management of Change, 1975
- (en) Business Transformation in China, 1996 (ISBN 978-0415123228)
- (en) The Changing Business Environment in the Asia Pacific Region, 1997 (ISBN 978-0415123204)
- (en) Trade and Investment in the Asia Pacific Region, 1997 (ISBN 978-0415123211)
- Maîtriser le changement dans l'entreprise ?, Éditions d'Organisation, 1975, 246 p. (ISBN 978-2708102774).
- Les nouveaux pays industrialisés, Paris, CNED, 1991.

Il est également co-auteur de : 
- Le Japon, 1998 (ISBN 978-2080355706)
- (en) Business Ethics: Policies and Persons, McGraw-Hill, 2005 (ISBN 978-0072996906)
- (en) Business, Globalization and the Common Good, 2009 (ISBN 978-3039118762)
- (en) Finance for a Better World: The Shift Toward Sustainability: The Shift Towards Sustainability, 2009 (ISBN 978-0230551305)

Il a publié plus de 50 articles dans des revues commerciales et professionnelles. Il est membre du comité de rédaction du Journal of Asian Business, International Studies of Management & Organization, The Asian Academy of Management Journal, The New Academic Review, Corporate Governance: the International Journal of Business and Society, Thunderbird International Business Review, Finance et Common Good[réf. nécessaire]. Il est membre du conseil consultatif international de l'Association internationale pour la recherche en gestion chinoise (IACMR), Asian Business and Management, VIGEO[réf. nécessaire] ; et membre du conseil d'administration de Jones Lang LaSalle[réf. nécessaire].